# Soporte (deporte)
El soporte es un elemento con forma de palo sobre el que se estaciona la pelota o balón para que el jugador pueda golpearlo. Se utiliza en golf, tee ball, fútbol americano y rugby.

## Soporte de golf

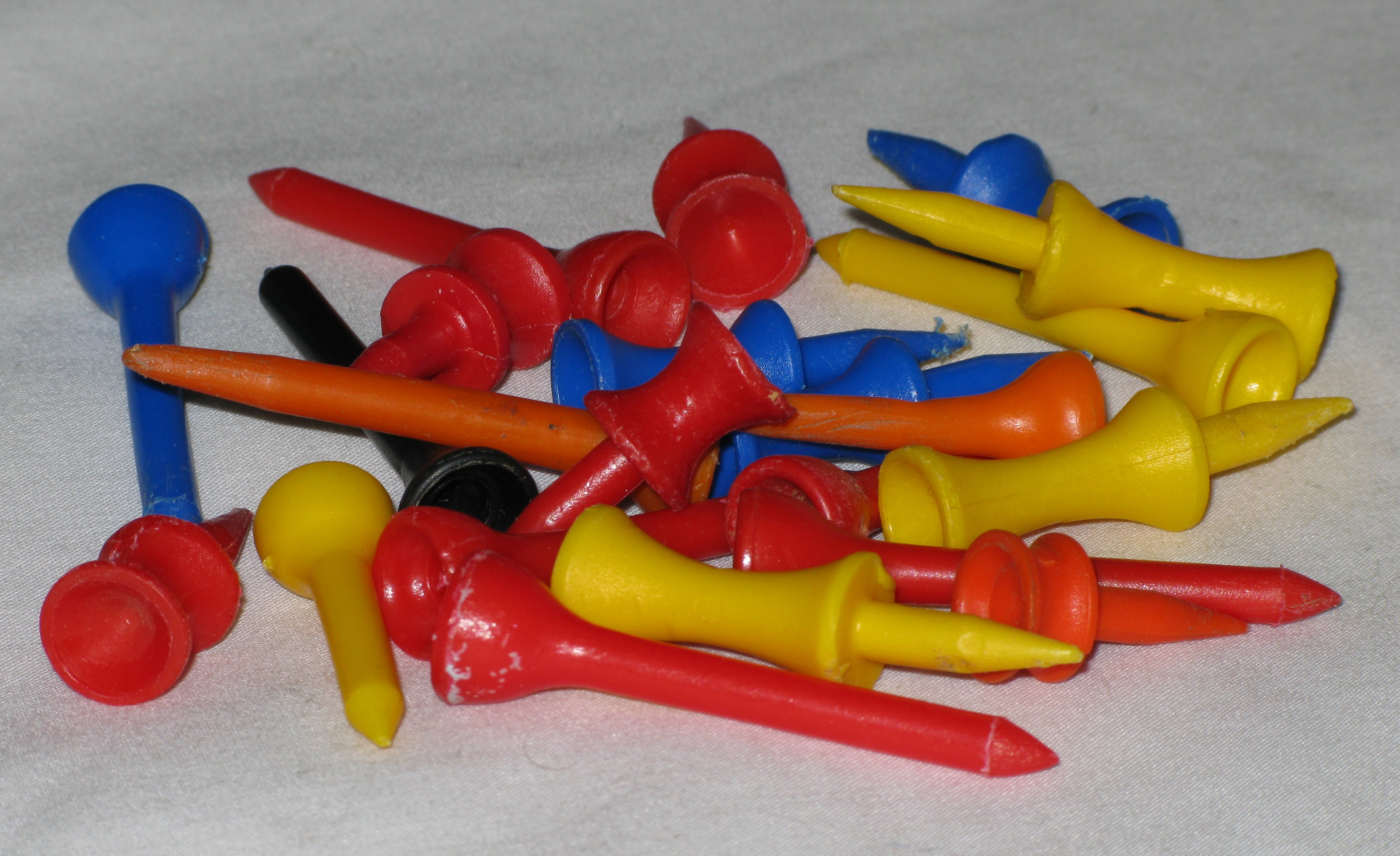
Soportes de golf

En el golf, estos soportes se utilizan para el primer golpe de cada hoyo. Normalmente solo se permite en este primer golpe y se considera ilegal en cualquier otro tiro; a no ser que sea necesario porque el terreno pueda dañar el palo con el que se golpea. El golpe sobre soporte da una ventaja considerable.
El tamaño de un soporte de golf estándar es de 5,4 cm de largo, pero se pueden utilizar otros más altos y bajos. Sin embargo, hay un límite de 101,6 mm de longitud.

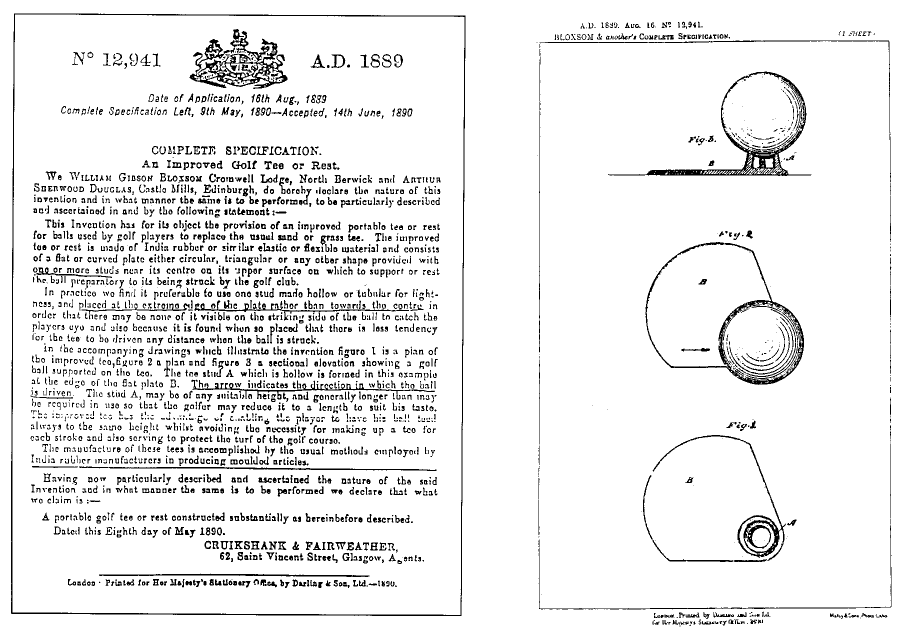
Patente inglesa #12941 de 1889.
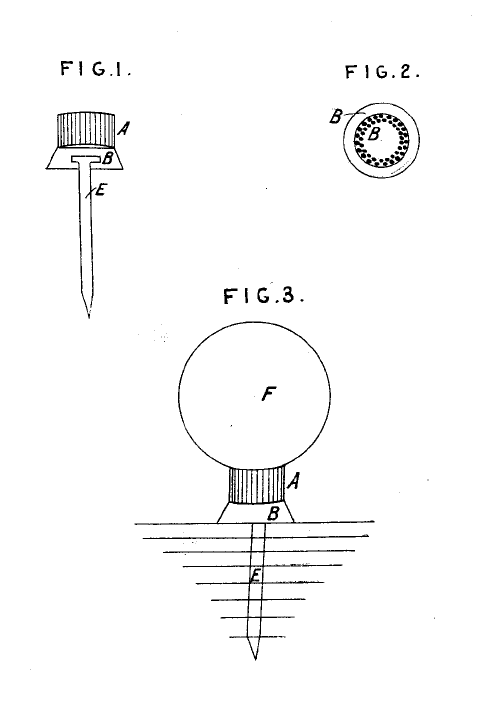
Patente inglesa #36 de 1892.
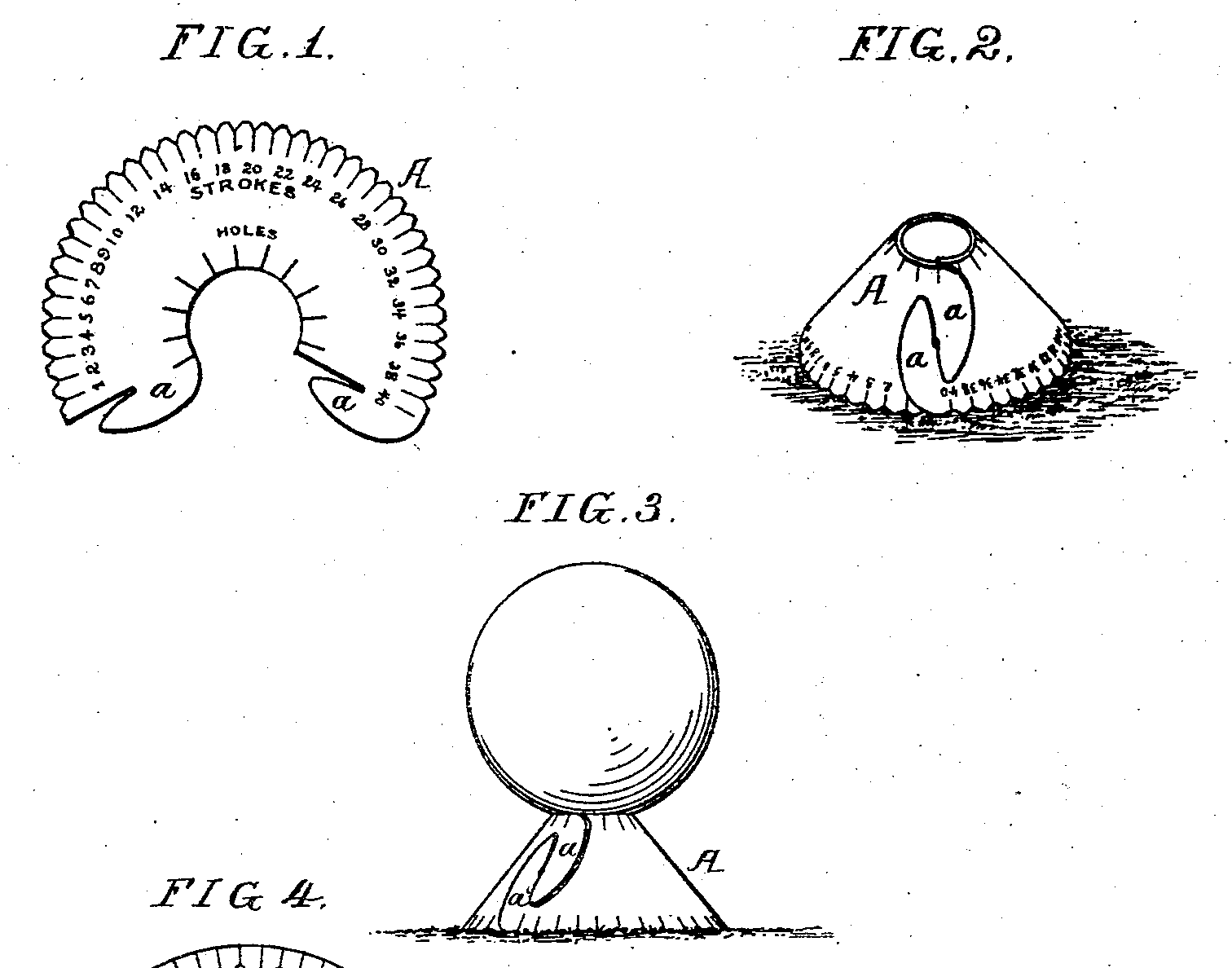
Patente americana #570,821, "con una tarjeta," 1896.
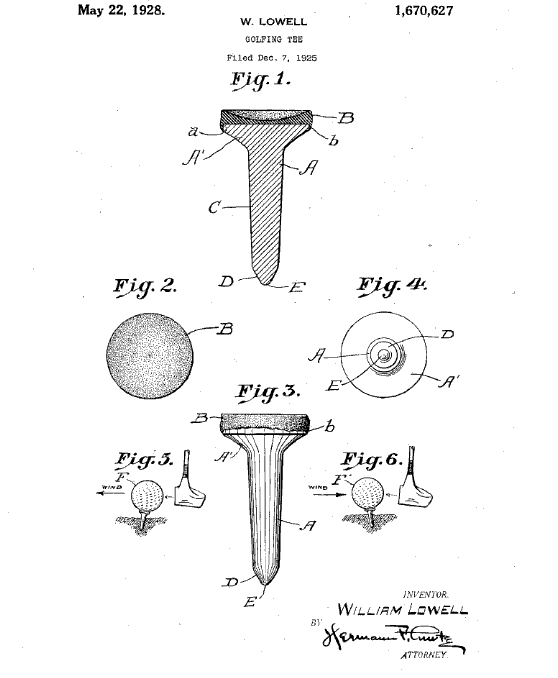
Patente americana 1,670,267, William Lowell, Sr. en 1925

## Soporte para chutar

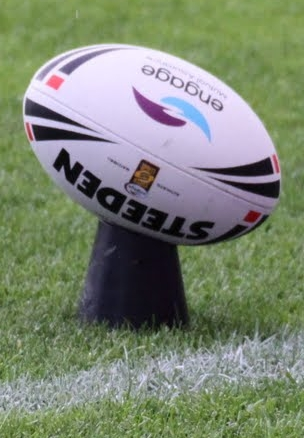
Un balón de la liga de rugby sobre un soporte para chutar.

El soporte para chutar es una plataforma de plástico u otro material blando.
Existen variaciones en fútbol americano y se utilizan para chutar el balón desde la superficie (cada uno de ellos se ajusta a las normas de la NFL o la NCAA). El primer uso de uno se atribuye a Arda Bowser, miembro del equipo Canton Bulldogs del campeonato NFL de 1922.